# 異性婚姻
異性婚姻（英語：Diffrent-sex marriage），或稱為異志婚姻（Male-Female marriage）是指性別不同的人互相締結為婚姻的關係，當中亦可能會舉辦民事或宗教儀式。婚姻平權（Marriage equality）則是比較符合現今政治面向上的用詞，係指所有人不分性傾向或性別皆享有彼此締結法定婚姻的權利。